# Chiesa di Santa Maria Assunta (Cartura)
La chiesa di Santa Maria Assunta è la parrocchiale di Cartura, in provincia e diocesi di Padova; fa parte del vicariato del Conselvano.

## Storia
La prima citazione di una chiesa a Cartura risale al 1130 in un documento di S. Bellino Vescovo di Padova, in cui è denominata Santa Maria della Valle, e successivamente in una decima papale del 1297, con cui si viene a sapere che era dipendente dalla pieve di Pernumia. 
Cartura divenne parrocchia autonoma solo nel 1440, fatto che portò alla decisione di costruire una nuova chiesa che potesse sostituire l'antica e decadente struttura del XII secolo e così poter anche contenere la crescente popolazione.Quella seconda chiesa di Cartura appare in una descrizione del 1489 scritta dal vescovo di Padova Pietro Barozzi in visita. Ulteriore documentazione dell'anno 1536 attesta che la chiesa fosse di dimensioni medie, ma molto buia all'interno, e in generale ben conservata. Nella stessa relazione si mette in luce il fatto che il campanile fosse antico in contrasto con la struttura principale, prova, quindi, dei diversi periodi di edificazione.
A seguito di un ulteriore aumento della popolazione in un breve periodo, nell'anno 1696 l'allora parroco Don Girolamo Dottor De-Grandis si vide nella necessità di costruire una nuova chiesa. Nel 1700, infatti, si procedette alla costruzione della sola navata grande. Con l'arrivo, poi, di Don Paolo Maria Trentini, parroco di Cartura tra il 1767 e il 1811, vennero effettuati diversi lavori di ampliamento e restauro, tra cui l'aggiunta di cinque altari laterali, il rinnovo dell'organo, la realizzazione degli affreschi, l'innalzamento delle pareti e la ristrutturazione del campanile, quest'ultimo risalente ancora alla prima struttura. Nel 1811 venne inaugurato anche il nuovo cimitero che, nel rispetto dell'Editto di Saint Cloud,venne posto a 150 metri di distanza dalla chiesa. Ulteriori lavori di restauro ad opera dei successivi parroci per la conservazione e manutenzione furono attuati nel corso dei secoli, arrivando alla struttura visibile tuttora intitolata a Santa Maria Assunta. 

## Descrizione

### Interno

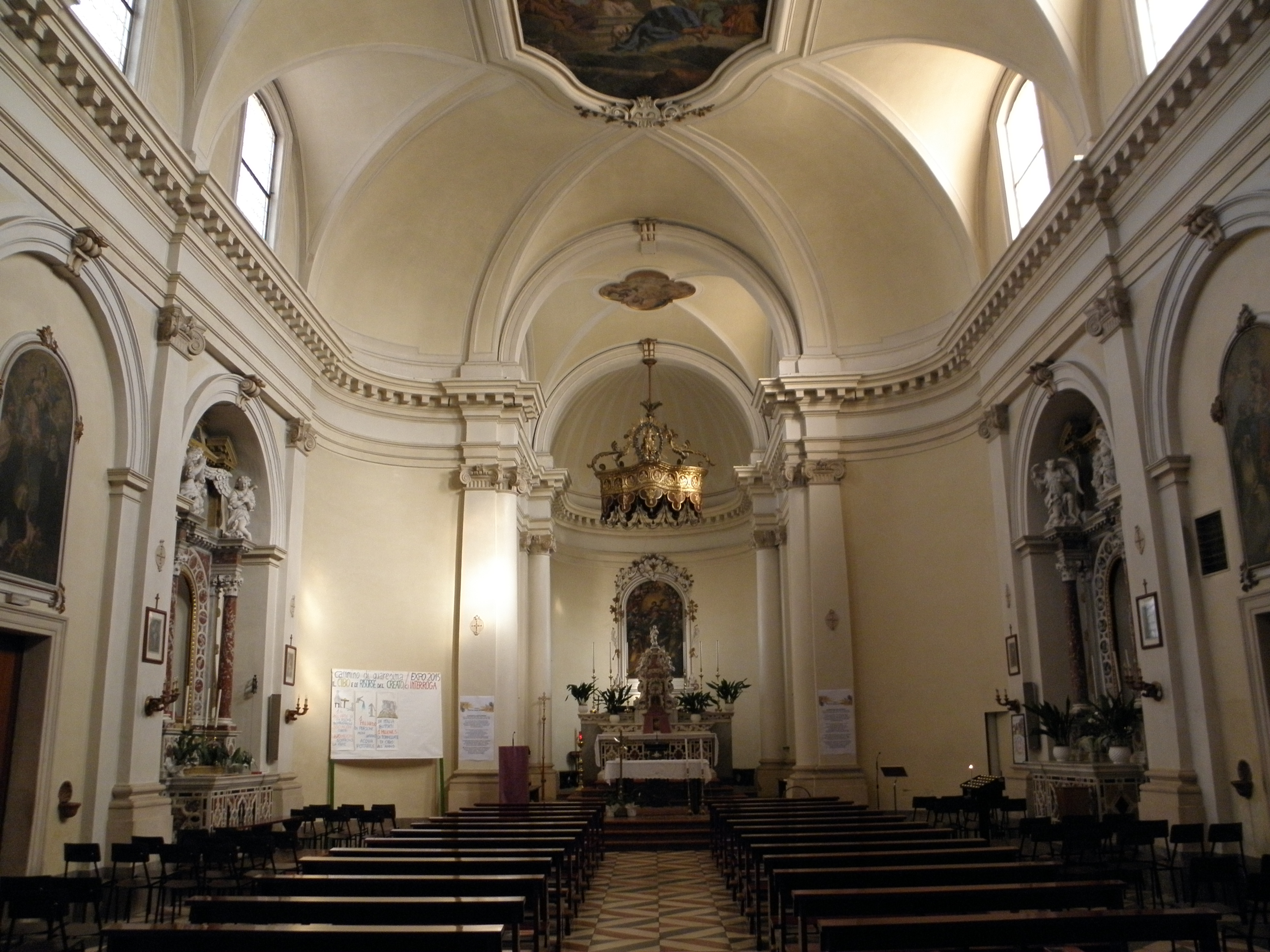
Chiesa Santa Maria Assunta, interno

In seguito alla costruzione della nuova chiesa, si procedette anche con l'arricchimento della stessa con opere d'arte che la decorassero. 
La più antica opera conservata all'interno della chiesa risale alla prima metà del XVII secolo e si tratta di un quadretto attribuito allo Zanetti, della scuola veneziana del cinque-seicento, rappresentante la Crocifissione. Quest'opera fu lasciata in eredità alla chiesa di Cartura dal parroco De Grandis col suo testamento nell'anno 1717 ed attualmente è collocato nella sacrestia. In questo quadro, la vastità e la desolazione del paesaggio circostante rispecchiano la solitudine vissuta dal Cristo nel momento del suo sacrificio, solitudine alleviata solo dalla presenza dei due putti.
Del 1702, e attribuita all'artista veneto Giovanni Battista Cromer, è la pala che raffigura Sant'Antonio in adorazione davanti a Gesù Bambino e alla Vergine. Di particolare rilievo in quest'opera è l'atteggiamento del corpo assunto dal santo: più che una contemplazione estatica, si tratta piuttosto di un "abbandonarsi quasi sofferto al richiamo della fede".
Di spicco è la pala della Madonna della Cintura, che occupa l'abside della parrocchiale. Quest'opera prende il nome dalla confraternita che sorse a Cartura nel 1650, detta della Cintura appunto, la quale fu la più attiva in senso di azioni di religiosità popolare. La pala, anch'essa opera del Cromer, fu realizzata nel 1731 e rappresenta la Vergine, raffigurata durante l'Assunzione, circondata da angeli e in posizione sopraelevata rispetto alle due figure di Sant'Agostino e Santa Monica. In questo dipinto i volti dei due santi appaiono sicuri e fiduciosi, mentre la Vergine sembra rivelare afflizione dal dover lasciare la terra, in contrasto con l'iconografia classica.

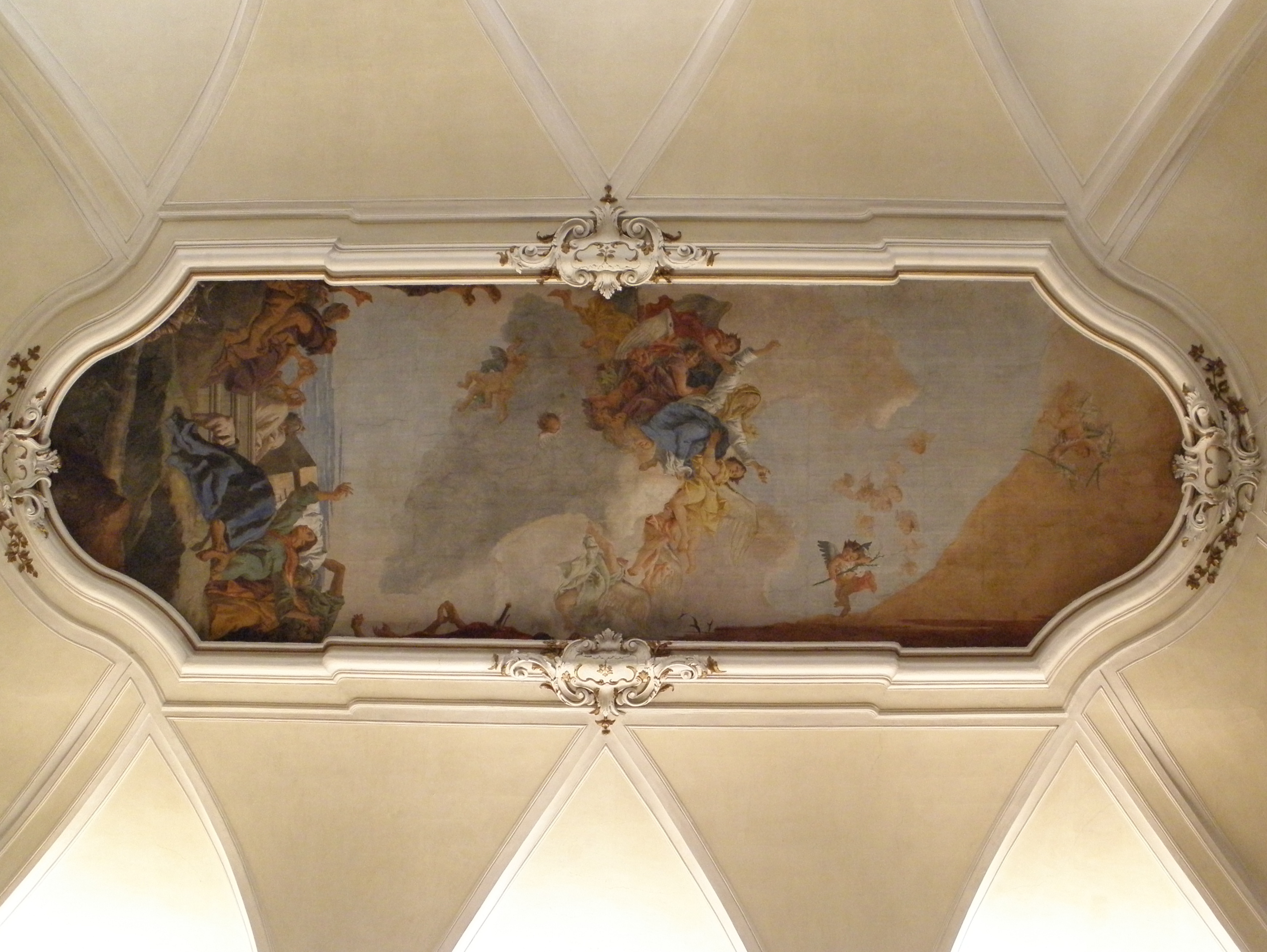
Tiepolo Assunzione di Maria, affresco, interno, soffitto

Opera di rilievo all'interno della chiesa di Santa Maria Assunta è l'affresco che ne occupa il soffitto, dipinto nel 1793 da Giandomenico Tiepolo, figlio del celebre pittore veneziano Giambattista Tiepolo. L'affresco rappresenta l'Assunzione di Maria, dipinta con colori luminosi e un'atmosfera rarefatta e di leggerezza. La Vergine, adagiata su una nuvola e trasportata dagli angeli, lascia la terra e gli apostoli la guardano sbigottiti, incapaci di spiegarsi la portata dell'evento. Il critico d'arte Roberto Bassi-Rathgeb, in uno studio del 1965, lo paragona all'affresco dell'Assunta nell'Oratorio della Purità di Udine ad opera del padre. Giandomenico, tuttavia, inserisce delle novità. Lo spazio tra i due gruppi di figure, infatti, è più ampio, andando a creare una rottura tra i due momenti della scena che vuole simboleggiare le due realtà diverse ed opposte della serenità in Dio dopo la morte, con Maria, e le sofferenze della vita terrena, con gli apostoli. Gli stessi apostoli che presentano espressioni e fisionomie "bizzarre e grottesche" di chi sceglie di disperarsi e contorcersi, invece di accettare con serenità gli avvenimenti come la Vergine. I volti degli apostoli sono stati paragonati agli inquietanti affreschi di Villa Tiepolo a Zianigo dello stesso pittore, indicando così la "condanna dell'autore per quanti si agitano per cose che non possono cambiare" e veicolando allo stesso modo un insegnamento per l'osservatore.